# Help Wanted (film 1939)
Help Wanted è un cortometraggio del 1939 diretto da Fred Zinnemann.

## Produzione
Il cortometraggio fa parte della serie cinematografica Crime Does Not Pay, cortometraggio n.23, per questo è conosciuto anche con il titolo alternativo Crime Does Not Pay No. 23: Help Wanted.